# Ladies of the Mob
Ladies of the Mob is een Amerikaanse misdaadfilm uit 1928 onder regie van William A. Wellman. Destijds werd de film in Nederland uitgebracht onder de titel De poort naar het paradijs.

## Verhaal
Nadat haar vader sterft in de elektrische stoel, groeit de jonge Yvonne op voor galg en rad. Later wordt ze bang dat haar criminele vriendje Red ook ooit ter dood zal worden veroordeeld en ze wil hem terugvoeren naar het pad der deugd. Als ze Red een bankroof niet uit het hoofd kan praten, jaagt ze hem een kogel door de schouder.

## Rolverdeling
| Acteur          | Personage    |
| --------------- | ------------ |
| Clara Bow       | Yvonne       |
| Richard Arlen   | Red          |
| Helen Lynch     | Marie        |
| Mary Alden      | Annie        |
| Carl Gerard     | Joe          |
| Bodil Rosing    | Moeder       |
| Lorraine Rivero | Jonge Yvonne |
| James Pierce    | Agent        |